# Saquarema
Saquarema là một đô thị thuộc bang Rio de Janeiro, Brasil. Đô thị này có diện tích 354,675 km², dân số năm 2007 là 63232 người, mật độ 178,3 người/km².